# Magnolia neillii
Espèce
Statut de conservation UICN

 EN B2ab(iii) : En danger
Magnolia neillii est une espèce de plantes à fleurs de la famille des Magnoliacées. C'est arbre tropical d'Amérique du Sud.

## Description
C'est un arbre.

## Répartition et habitat
Cette espèce est présente en Colombie et en Équateur. Elle pousse dans la forêt tropicale humide.